# Edinho Baiano
Edinho Baiano (ur. 27 lipca 1967) – brazylijski piłkarz występujący na pozycji obrońcy.

## Kariera klubowa
Od 1988 do 2005 roku występował w klubach Vitória, Joinville, SE Palmeiras, Paraná Clube, Athletico Paranaense, Kyoto Purple Sanga, Coritiba, Avaí FC, Londrina i Portuguesa.